# Łukasz Passi
Łukasz Passi (ur. 22 stycznia 1789 Bergamo, zm. 18 kwietnia 1866 w Wenecji) – włoski kaznodzieja, założyciel żeńskiego zgromadzenia zakonnego Sióstr Nauczycielek od św. Doroty w Wenecji, błogosławiony Kościoła katolickiego.
Łukasz Passi urodził się wielodzietnej rodzinie. Uczęszczał do miejscowego seminarium duchownego. 13 marca 1813 roku został wyświęcony na kapłana. Poświęcając się w swej pracy duszpasterskiej szczególnie dla młodzieży utworzył Dzieło św. Doroty dla dziewcząt oraz Dzieło św. Rafała dla chłopców, by umacniać ich wiarę w Jezusa Chrystusa.  W 1838 roku założył zgromadzenie Sióstr Nauczycielek od św. Doroty, zwanych dorotankami z Wenecji.
Zmarł w wieku 77 lat.
28 czerwca 2012 papież Benedykt XVI podpisał dekret uznający cud za jego wstawiennictwem, co otworzyło drogę do jego beatyfikacji. Jego beatyfikacja odbyła się 13 kwietnia 2013 i tego aktu dokonał kard. Angelo Amato SDB, który reprezentował papieża Franciszka. 